# Tankred Dorst
Tankred Dorst (19. prosince 1925, Oberlind, Durynsko – 1. června 2017, Berlín) byl německý spisovatel, dramatik. V roce 1990 se stal laureátem ceny Georga Büchnera.

## Život a dílo
Vyrůstal v Durynsku, v rodině inženýra a továrníka. Posléze byl v 17 letech vtažen do řad Wehrmachtu a účastnil se po dobu 4 týdnů bojů na západní frontě. Následně upadl do amerického zajetí, v kterém strávil 3 roky. Roku 1947 byl propuštěn ze zajetí do západního Německa. Po maturitě v roce 1950 studoval v Bamberku a Mnichově germanistiku, divadelní vědu a také dějiny umění, avšak bez nároku na diplom.
Jeho manželkou byla Ursula Ehler, s níž na tvorbě svých děl spolupracoval.
V 50. letech 20. století se Tankred Dorst zabýval psaním textů pro loutkové divadlo, v 60. letech pak již jen texty pro klasickou divadelní inscenaci.

## Publikační činnost

### České překlady z němčiny
- Krásné místo. (orig. 'Der schöne Ort: Erzählung'). 1. vyd. Praha: Dybbuk, 2006. 117 S. Překlad: Vladimír Tomeš
- Merlin, aneb, Pustá zem: divadelní hra (orig. 'Merlin oder Das wüste Land'). 1. vyd. Brno: Větrné mlýny, 1998. 354 S. Překlad: Vladimír Tomeš
- Legenda o nebohém Jindřichovi (orig. 'Die Legende vom armen Heinrich'). 1. vyd. Praha: Divadelní ústav, 1997. 55 S. Překlad: Vladimír Tomeš
- Pan Paul: hra (orig. 'Herr Paul'). 1. vyd. Praha: Dilia, 1993. 79 S. Překlad: Vladimír Tomeš
- Fernando Krapp mi napsal tenhle dopis: pokus o pravdu[15] (orig. 'Fernando Krapp hat mir diesen Brief geschrieben: Ein Versuch über die Wahrheit'). 1. vyd. Praha: Dilia, 1992. 49 S. Překlad: Vladimír Tomeš
- Karlos. 1. vyd. Praha: Dilia, 1991. 146 S. Překlad: Vladimír Tomeš
- Velké lhaní pod hradbami ; Zatáčka (orig. 'Große Schmährede an der Stadtmauer; Die Kurve'). Praha: Dilia, 1968. 146 S. Překlad: František Fabian
- Já, Feuerbach (Ich, Feuerbach), Praha: Dilia, překlad: Vladimír Tomeš[16]